# Herman Murray
Herman Murray (* 5. Dezember 1909 in Montréal, Québec; † 27. November 1998 ebenda) war ein kanadischer Eishockeyspieler.

## Karriere
Herman Murray begann seine Karriere als Eishockeyspieler in seiner Heimatstadt bei der Montreal Amateur Athletic Association, für die er in der Saison 1929/30 aktiv war. Auch in der Folgezeit blieb er dem Eishockey in Montréal verbunden. Von 1930 bis 1933 und in der Saison 1935/36 spielte er für die Montreal Victorias und von 1933 bis 1935 sowie von 1936 bis 1940 spielte er für die Montreal Royals. Zudem repräsentierte er Kanada als Gastspieler mit den Port Arthur Bearcats bei den Olympischen Winterspielen 1936.    

### International
Für Kanada nahm Murray an den Olympischen Winterspielen 1936 in Garmisch-Partenkirchen teil, bei denen er mit seiner Mannschaft die Silbermedaille gewann. 

## Erfolge und Auszeichnungen
- 1936 Silbermedaille bei den Olympischen Winterspielen